# Claudia Muzio
Claudia Muzio fue una soprano lírica italiana nacida en Pavía el 7 de febrero de 1889, fallecida en Roma el 24 de mayo de 1936. 
Una de las máximas divas de su época, fue llamada La Divina Claudia. Sus recordadas interpretaciones de La traviata de Verdi, Norma de Bellini y Tosca de Puccini la señalan como una de las antecesoras directas de Maria Callas. 

## Biografía
Hija de un mánager teatral, se crio en Londres razón por la que dominaba el idioma inglés. Muzio pertenece a la gran tradición de sopranos italianas como Gilda dalla Rizza, Toti Dal Monte, Maria Caniglia o Magda Olivero.
De timbre redondo y capaz de grandes sutilezas fue criticada por su excesivo uso de dinámicas como el uso del pianissimo, que dominó exquisitamente.
Debutó en 1910 como Manon de Massenet en Arezzo conquistando popularidad rápidamente, el debut en La Scala de Milán fue en 1913 como Desdemona en Otello de Verdi. En el Covent Garden de Londres debutó en 1914 cantando con Enrico Caruso en La bohème y Tosca, papel que sirvió para el debut en el Metropolitan Opera de New York donde cantó por seis años consecutivos junto a Caruso, Beniamino Gigli, Tito Schipa, Giovanni Martinelli, entre otros. En 1918 creó el rol de Giorgetta en Il tabarro de Puccini para su premier mundial en el Met, en 1920 fue la primera Tatyana de la ópera Eugene Onegin en el estreno americano acaecido en el Met.
En 1919 debutó como Loreley de Catalani bajo la dirección del maestro Tullio Serafin en el Teatro Colón de Buenos Aires seguida por Mimi, Tosca, Manon Lescaut, Margarita, Aída y Madame Sans-Gene, donde se convirtió en favorita del público porteño (a menudo junto a Beniamino Gigli), cantando en 11 temporadas hasta 1934 en 24 óperas y en roles tan disímiles como Violetta Valery, Elsa en Lohengrin, Monna Vanna, Louise, Leonora, Alice Ford, Asteria, Fiora, Nedda, Wally en La Wally, Maddalena, Santuzza, Norma y Turandot en Turandot. Participó en el estreno americano de esta última ópera en junio de 1926 junto a Lauri Volpi, a dos meses de su estreno mundial en La Scala. También en el Teatro Colón cantó en el estreno americano de La Fiamma de Ottorino Respighi, dirigida por el compositor, en julio de 1934, a seis meses de su estreno mundial en Roma.
Fue muy celebrada en Chicago y en San Francisco donde inauguró el War Memorial Opera House, sede de la Ópera de San Francisco en 1932 como Tosca.
Su último gran papel fue Cecilia de Licinio Refice (1883-1954), compuesto para ella en 1934. Lo cantó en Roma y en Buenos Aires.